# La Puissance de l'ange
Pour les articles homonymes, voir The Power of One.
Pour plus de détails, voir Fiche technique et Distribution.
La Puissance de l'ange (The Power of One) est un film dramatique franco-américano-australien réalisé par John G. Avildsen et sorti en 1992.
Le film évoque la montée du nazisme et de l'apartheid en Afrique entre les années 1930 et 1950.

## Synopsis
Dans les années 1930, le jeune sud-africain P. K. découvre la ségrégation envers les minorités et prend fait et cause pour la communauté noire.

## Fiche technique
- Titre français : La Puissance de l'ange
- Titre original : The Power of One
- Titre québécois : Au bout de soi
- Réalisation : John G. Avildsen
- Scénario : Robert Mark Kamen, d'après le roman de Bryce Courtenay (The Power of One (en))
- Musique : Hans Zimmer
  - Musiques additionnelles : Lebo M.
  - Chansons : Johnny Clegg
- Photographie : Dean Semler A.C.S.
- Décors : Roger Hall
- Montage : Trevor Jolly et John G. Avildsen
- Production : Arnon Milchan
  - Production exécutive : Graham Burke, Greg Coote et Steven Reuther
- Format : couleur - Son Dolby - 1,85:1
- Pays d'origine :  États-Unis,  France,  Australie
- Box-office USA/Canada : 2.827.107 $
- Durée : 127 minutes
- Dates de sorties :
  - États-Unis : 27 mars 1992
  - Australie : 17 septembre 1992
  - France : 18 novembre 1992

## Distribution
- Stephen Dorff (VF : Alexandre Gillet) : Peter « PK » Keith
  - Guy Witcher : « PK » âgé de 7 ans
  - Simon Fenton : « PK » âgé de 12 ans
- Armin Mueller-Stahl (VF : Serge Lhorca) : Karl « Doc » von Vollensteen
- Morgan Freeman (VF : Robert Liensol) : Geel Piet
- John Gielgud (VF : Philippe Dumat) : St. John, le directeur de l'école
- Ian Roberts (VF : Richard Darbois) : Hoppie Gruenewald
- Fay Masterson (VF : Julie Turin) : Maria Marais
- Daniel Craig (VF : Vincent Violette) : le sergent Jaapie Botha
  - Robbie Bulloch (VF : Vincent Violette) : Jaapie Botha jeune
- Dominic Walker (VF : Jérôme Berthoud) : Morrie Gilbert
- Marius Weyers (VF : Michel Derain) : Pr Daniel Marais
- Alois Moyo (en) (VF : Jacques Martial) : Gideon Duma
- Faith Edwards (VF : Brigitte Bergès) : Miriam Sisulu
- Brian O'Shaughnessy (en) (VF : Jean-Claude Sachot) : le colonel Breyten
- Clive Russell (VF : Marcel Guido) : le sergent Bormann
- Winston Ntshona (VF : Pierre Baton) : Elias Mlungisi
- John Turner (VF : William Sabatier) : le prêtre Afrikaner
- Ed Beeten (VF : Yves Barsacq) : le commandant de la prison
- Nomadlozi Kubheka : la nounou
- Jeremiah Mnisi : Dabula Manzi

## Autour du film
- Pour des raisons inconnues, Warner Bros. Pictures qui est le distributeur du film à l'international n'a jamais édité le film en DVD. La Puissance de l'Ange n'est disponible qu'en VHS en France jusqu'en 2019. Le 28 mai 2019, la 20th Century Fox France sort un combo DVD / Blu-Ray avec livret du film[1]. L’éditeur BQHL fait paraître pour la première fois en DVD le film en 2020[2].
- Ce film marque la première apparition de Daniel Craig sur le grand écran.

## Accueil critique
Pour le critique Pierre Monastier, dans Profession Audio|Visuel, l'œuvre a des qualités esthétiques indéniables, tout en manquant de profondeur humaine du fait d'un manichéisme trop appuyé : « John G. Avildsen déroule une belle fresque historique, [...] réveillant en nous l’héroïsme et le sens de l’engagement [...]. Toutefois, cette œuvre manque d’ambition intellectuellement. Un manichéisme est présent à tous les étages : les gentils sont très bienveillants (Morgan Freeman dans le rôle de Geel Piet) et les méchants, sadiques à souhait (Daniel Craig dans le rôle de l’Afrikaner nazillon). Difficile d’y trouver les subtilités inhérentes au cœur humain, qui est rarement tissé d’une seule et unique intention, qu’elle soit bonne ou mauvaise. »
Bernard Génin, critique pour Télérama, ne lui accorde qu'un seul T sur trois (équivalent de « on aime un peu »).